# Huehueteotl

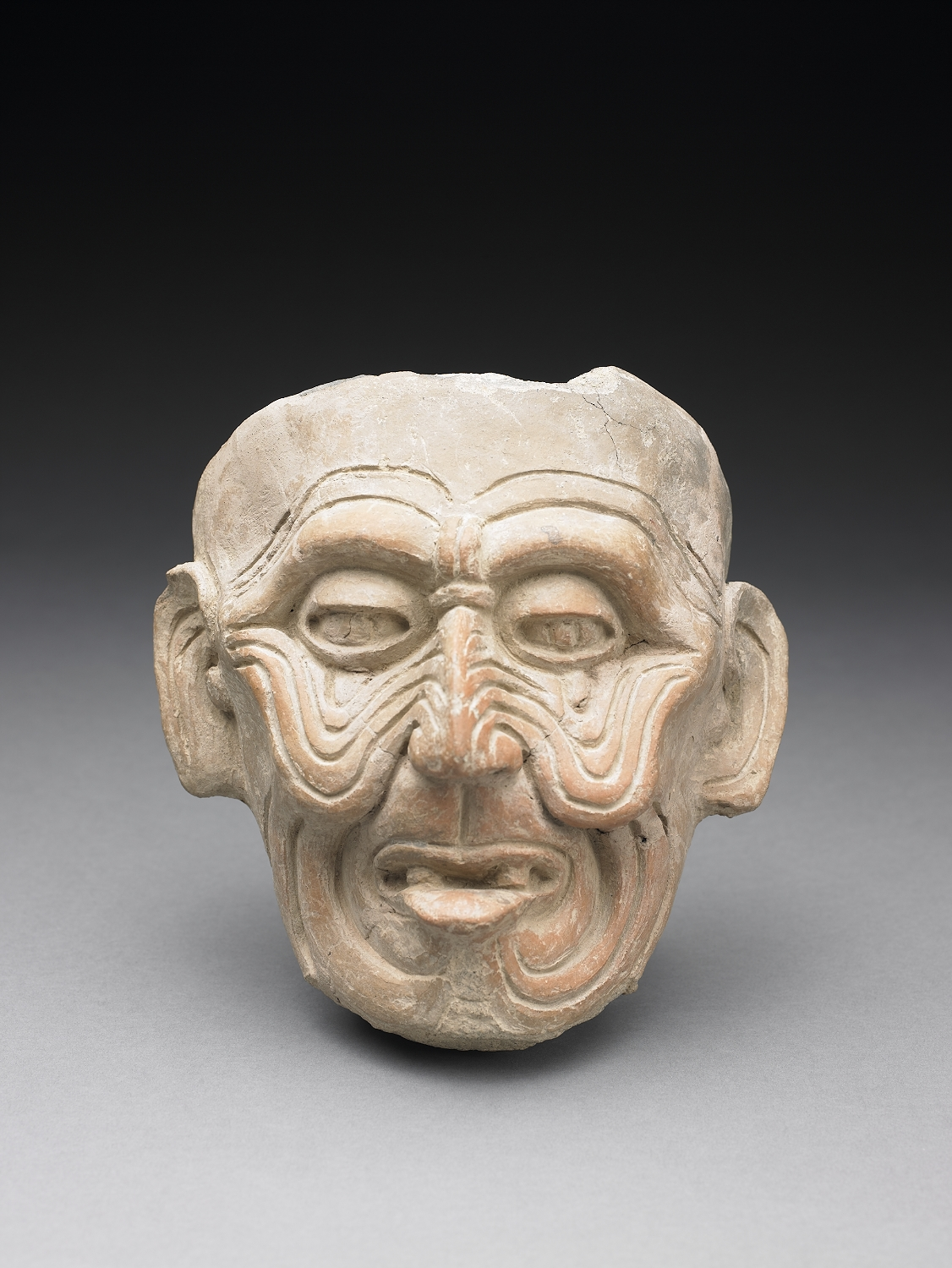
Cabeça do Deus Velho, Huehueteotl, no Museu de Arte de Birmingham

Huehueteotl é uma divindade mesoamericana figurando nos panteões das culturas pré-colombianas, especialmente na mitologia asteca e outras da região Central do México. As grafias Huehueteotl e Ueueteotl também são utilizadas. Esta divindade é freqüentemente sobreposta com um ou outro aspecto da divindade mexicana/asteca associada ao fogo, Xiuhtecuhtli. Em particular, o Codex Florentino identifica Huehueteotl como uma alternativa a Xiutecuhtli e conseqüentemente, esta divindade é muitas vezes referida como "Xiutecuhtli-Huehueteotl".
É caracteristicamente descrito como idoso ou mesmo decrépito, muitas vezes com uma barba, ao passo que a aparência de Xiutecuhtli é muito mais jovem e vigorosa, além de ter uma associação significativa com a regência, os guerreiros e o fogo.